# Матинов, Шагишарив Мидатгалиевич
Шагишарив Мидатгалиевич Матинов (варианты написания — Шагишариф Медетгалиевич, баш. Матинов Шаһишәриф Миҙхәтғәле улы; 1854, Назарово, Оренбургская губерния — февраль 1919, Темясово, Оренбургская губерния) — башкирский общественный деятель, депутат Государственной думы Российской империи от Оренбургской губернии. Конституционный демократ представитель мусульманской народной партии, ахун Макарьевской ярмарки в Нижнем Новгороде и Ирбитской ярмарки Пермской губернии, ахун Орского уезда, член Земской управы Орского уезда, управляющий делами просвещения Орского уезда, муфтий в правительстве Валиди Ахмад-Заки Ахметшаховича

## Биография
Родился в Орской волости Оренбургской губернии в зажиточной башкирской семье. Начальное образование получил в Муллакаевском медресе. Окончил Кышкаровское медресе Казанской губернии.
Работал преподавателем в русско-башкирской школе в Темясово.
В 1884 аттестовался в Уфе на звание уездного ахуна, в 1890 году назначен ахуном Макарьевской ярмарки (Н. Новгород).
В 1891 году переводится в Ирбитскую ярмарку Пермской губернии. Депутат I Государственной Думы от Оренбургской губернии. В 1913 году — член Земской управы Орского уезда.
До февраля 1917 года — управляющий делами просвещения Орского уезда. На этом посту добивается открытия школ в башкирских деревнях, обеспечивает их учителями, для нуждающихся добивается выделения стипендий.
После 1917 года встал на сторону Валиди Ахмад-Заки Ахметшаховича и стал одним из духовных вдохновителей борьбы за автономию Башкурдистана. В 1918 году — муфтий Духовного управления мусульман при Башкирском правительстве.
В феврале 1919 года умер от тифа.